# ジュルタ・ダニエル
ジュルタ・ダニエル（Gyurta Dániel、1989年5月4日 - ）は、ハンガリー・ブダペスト出身の競泳選手。2004年のアテネ五輪銀メダリスト、2012年ロンドン五輪200m平泳ぎで金メダルを獲得した。

## 人物
2012年のロンドン五輪200m平泳ぎ決勝で2分7秒28の世界新記録（当時）を樹立し、金メダルを獲得した。
2016年には国際オリンピック委員会（IOC）選手委員に当選した。